# Макгакиан, Мэри
Мэри Макгакиан (англ. Mary McGuckian, родилась 27 мая 1965 года) — кинорежиссёр, продюсер и сценарист из Северной Ирландии. В ряде своих фильмов снялась в качестве актрисы.

## Биография
Детство и юность Макгакиан пришлись на пик обострения конфликта в Северной Ирландии. Девушке пришлось уехать в Дублин, Республика Ирландия, где она поступила в технологический колледж с перспективой получения диплома инженера. Но большую часть её жизни занимал любительский театр, в котором Мэри со своими друзьями исполняла обязанности от режиссёра до рабочего сцены. Увлечение переросло в профессию. Макгакиан изучает режиссуру, актёрское мастерство, сценографию на различных курсах Англии, Франции, Италии.
Возвратившись в начале 90-х в Ирландию, Мэри Макгакиан организует собственную киностудию, где снимает несколько фильмов: «Слова на оконном стекле» (англ. Words Upon The Windowpane  — по пьесе Йетса), «Это — Море» (англ. This Is the Sea) и «Бест»(англ. Best — в данном случае игра слов: фамилия героя картины, известного ирландского футболиста Джорджа Беста по-английски — «лучший»). Фильмы, так или иначе, затрагивают различные грани истории и современности Ирландии. В 2001 году студия открывает подразделение в Англии. Как одарённый продюсер, Мэри Макгакиан грамотно использует налоговые льготы и бюджетные дотации в рамках ЕС на развитие международных проектов в области культуры. Она добивается финансирования грандиозной по замыслам экранизации одноимённого романа Торнтона Уайлдера «Мост короля Людовика Святого». Фильм снимали в Испании с привлечением сильной команды актёров Голливуда (Ф. Мюррей Абрахам,Бэйтс, Бирн, Де Ниро) и кинематографистов Европы. Но критики отозвались о фильме очень негативно. С другой стороны, только за 6 месяце проката в США фильм в кассовой выручке почти удвоил свой бюджет.
Мэри Макгакиан экспериментирует с новыми возможностями цифрового видео и относительно новаторскими приёмами работы с артистами. Результатом явился фильм «Сплетни от Рег»(?) англ. "Rag Tale" (название сатирической драмы сложно поддаётся переводу; подразумеваются истории из некоего бульварного таблоида «The Rag»). Это первая часть из задуманной «аморальной трилогии». В период подготовки к съёмкам режиссёр и актёры в течение двух недель обсуждали характеры персонажей, а потом, импровизируя непосредственно перед камерой, самостоятельно выстраивали диалоги. Этот фильм остался вне пристального внимания авторского кинематографа и был воспринят отрицательно. «Фильм занятный, с острыми сюжетными линиями, но совершенно несмотрибельный. Безумные съёмки в стиле любительского видео выглядят так, словно оператор с камерой занимается йогой и аэробикой одновременно» // Гардиан (9 октября 2005 года).
За вторую часть трилогии — «Вмешательство» (англ. Intervention) Макгакиан получила в 2007 году премию фестиваля авторского кино в Сан-Диего, за лучший художественный фильм. На сегодняшний день это высшее достижение в карьере Макгакиан.

## Фильмография
(в качестве сценариста, продюсера, режиссёра):
- 1995 — «Слова на оконном стекле» / англ. Words Upon The Windowpane
- 1996 — «Это — море» / англ. This Is the Sea
- 1999 — «Бест» / англ. Best
- 2004 — «Мост короля Людовика Святого» / англ. The Bridge of San Luis Rey
- 2005 — «Сплетни от Рег» / англ.  Rag Tale
- 2007 — «Вмешательство» / англ. Intervention
- 2008 — «Непостижимо» / англ. Inconceivable
- 2010 — «Найти плюс один» / англ. Making of Plus One
- 2011 — «Человек с поезда» / англ. Man on the Train[5]
- 2019 — «Девушка из Могадишо» / англ. A Girl from Mogadishu